# Inseparables: amor al límite
Inseparables, amor al límite es un reality show mexicano, filmado en el eje cafetero de Colombia, producido por Televisa y transmitido por Canal 5 en México y por UniMas en Estados Unidos. Su presentador es el actor y conductor Diego de Erice. Tuvo su estreno el 27 de mayo de 2019.  La segunda temporada se estrenó el 20 de septiembre de 2021 de lunes a jueves a las 8:30 p. m. por Canal 5, el 2 de mayo de 2022 se estrenó la tercera temporada y es conducido por Mauricio Barcelata.
Es un reality show en donde doce parejas se enfrentan en diferentes desafíos por dinero, lo que pondrá a prueba el amor y la confianza que tienen uno al otro.

## Formato

### Mecánica del juego
Cada semana, las parejas reciben una cierta cantidad de dinero (dependiendo del ciclo), que sirve para poder apostar durante el ciclo en juego. Las mujeres apuestan en que su hombre sea capaz de completar el reto y del mismo modo los hombres apuestan en su mujer. También hay retos de parejas, donde la mejor pareja recibe un bono de dinero.

### Sala de apuesta
Durante cada ciclo, las parejas tendrán la oportunidad de apostar por su pareja en cada uno de los juegos que solicite apostar.

### Eliminación
Al finalizar el ciclo, las tres parejas que hayan obtenido el menor acumulado se enfrentarán en un último juego para conocer cuáles serán las dos parejas que estarán en las manos de las demás parejas, en donde votarán por ellas y la que tenga el mayor número de votos, permanecerá en la competencia, el que tenga el menor número de votos, será eliminada.

## Temporadas
| Temp. | Temp. | Episodios | Transmisión              | Transmisión             | Parejas Concursantes | Ganadores                           |
| Temp. | Temp. | Episodios | Inicio                   | Final                   | Parejas Concursantes | Ganadores                           |
| ----- | ----- | --------- | ------------------------ | ----------------------- | -------------------- | ----------------------------------- |
|       | 1     | 40        | 27 de mayo de 2019       | 8 de agosto de 2019     | 12                   | Adolfo Argudin & Haydeé Navarra     |
|       | 2     | 43        | 20 de septiembre de 2021 | 23 de diciembre de 2021 | 13                   | Adrián Rubio & Mariazel Olle Casals |
|       | 3     | 36        | 2 de mayo de 2022        | 13 de julio de 2022     | 12                   | Christian Estrada & Ferka           |

### Temporada 1 (2019)

#### Participantes
Estas son las doce parejas de Inseparables: amor al límite
| Lugar | Pareja                                 | Ocupación                     | Resultado                                                                           |
| ----- | -------------------------------------- | ----------------------------- | ----------------------------------------------------------------------------------- |
| 1°    | Haydeé Navarra 39, México              | Actriz                        | Ganadores                                                                           |
| 1°    | Adolfo Argudín 42, México              | Fotógrafo y empresario        | Ganadores                                                                           |
| 2°    | Pía Vergara 31, México                 | Actriz y bailarina            | Segundo Lugar                                                                       |
| 2°    | Efraín Berry 40, México                | Cantante y actor              | Segundo Lugar                                                                       |
| 3°    | Jessica Segura 36, México              | Actriz                        | 10° Eliminados (Capítulo 40)                                                        |
| 3°    | Adrián Pous 36, México                 | Empresario                    | 10° Eliminados (Capítulo 40)                                                        |
| 4°    | Perla Pérez 30, México                 | Coordinadora de Producción    | 9° Eliminados (Capítulo 39)                                                         |
| 4°    | Jesús Gama 28, México                  | Mariachi                      | 9° Eliminados (Capítulo 39)                                                         |
| 5°    | Wendy Braga 36, México                 | Actriz                        | 8° Eliminados (Capítulo 36)                                                         |
| 5°    | Paco de María 35, México               | Cantante                      | 8° Eliminados (Capítulo 36)                                                         |
| 6°    | Karime Gutiérrez 43, México            | Influencer                    | Regresan a la competencia (Capítulo 20) 4° Eliminados / 7° eliminados (Capítulo 32) |
| 6°    | Jorge “El Travieso” Arce 40, México    | Exboxeador                    | Regresan a la competencia (Capítulo 20) 4° Eliminados / 7° eliminados (Capítulo 32) |
| 7°    | Ingrid Brans 33, Argentina             | Modelo                        | 6° Eliminados (Capítulo 28)                                                         |
| 7°    | Mauricio Riveros 38, Chile             | Modelo y actor                | 6° Eliminados (Capítulo 28)                                                         |
| 8°    | Blanca Hernández 51, México            | Modelo y Abogada              | 5° Eliminados (Capítulo 24)                                                         |
| 8°    | Eduardo “Lalo” Manzano 50, México      | Actor y Comediante            | 5° Eliminados (Capítulo 24)                                                         |
| 9°    | Lorena Herrera 52, México              | Actriz, Cantante y Modelo     | Expulsados (Capítulo 17)                                                            |
| 9°    | Roberto Assad 43, México               | Actor y Modelo Fitness        | Expulsados (Capítulo 17)                                                            |
| 10.°  | Ana Alvarado 30, Honduras              | Influencer                    | 3° Eliminados (Capítulo 12)                                                         |
| 10.°  | Jorge Cordero 31, República Dominicana | Empresario                    | 3° Eliminados (Capítulo 12)                                                         |
| 11.°  | Daniela Ibáñez 28, México              | Actriz, influencer y cantante | 2° Eliminados (Capítulo 8)                                                          |
| 11.°  | Pablo Campos 21, México                | Influencer y cantante         | 2° Eliminados (Capítulo 8)                                                          |
| 12.°  | Adriana Amiel 50, Argentina            | Empresaria                    | 1° Eliminados (Capítulo 4)                                                          |
| 12.°  | Cristian Zuárez 43, Argentina          | Representante artístico       | 1° Eliminados (Capítulo 4)                                                          |

#### Posiciones
| Pareja             | Posiciones (por ciclo) | Posiciones (por ciclo) | Posiciones (por ciclo) | Posiciones (por ciclo) | Posiciones (por ciclo) | Posiciones (por ciclo) | Posiciones (por ciclo) | Posiciones (por ciclo) | Posiciones (por ciclo) | Posiciones (por ciclo) | Posiciones (por ciclo) | Posiciones (por ciclo) |
| Pareja             | Ciclo 1                | Ciclo 2                | Ciclo 3                | Ciclo 4                | Ciclo 5                | Ciclo 6                | Ciclo 7                | Ciclo 8                | Ciclo 9                | Final                  |                        |                        |
| ------------------ | ---------------------- | ---------------------- | ---------------------- | ---------------------- | ---------------------- | ---------------------- | ---------------------- | ---------------------- | ---------------------- | ---------------------- | ---------------------- | ---------------------- |
| Adolfo & Haydée    | 4°                     | 8°                     | 3°                     | 7°                     | 2°                     | 3°                     | 2°                     | 1°                     | 5°                     | 1°                     |                        |                        |
| Efraín & Pía       | 7°                     | 1°                     | 5°                     | 2°                     | 1°                     | 1°                     | 4°                     | 3°                     | 3°                     | 2°                     |                        |                        |
| Adrián & Jessica   | 3°                     | 2°                     | 6°                     | 6°                     | 7°                     | 2°                     | 3°                     | 5°                     | 1°                     | 3°                     |                        |                        |
| Jesús & Perla      | 9°                     | 7°                     | 7°                     | 1°                     | 4°                     | 4°                     | 7°                     | 2°                     | 2°                     | 4°                     |                        |                        |
| Paco & Wendy       | 5°                     | 4°                     | 2°                     | 3°                     | 5°                     | 5°                     | 1°                     | 4°                     | 4°                     |                        |                        |                        |
| Jorge A. & Karime  | 6°                     | 5°                     | 8°                     | 8°                     | 8°                     | 7°                     | 6°                     | 6°                     |                        |                        |                        |                        |
| Mauricio e Ingrid  | 10°                    | 6°                     | 4°                     | 9°                     | 6°                     | 8°                     | 5°                     |                        |                        |                        |                        |                        |
| Eduardo & Blanca   | 2°                     | 3°                     | 1°                     | 4°                     | 3°                     | 6°                     |                        |                        |                        |                        |                        |                        |
| Roberto & Lorena   | 8°                     | 9°                     | 10°                    | 5°                     |                        |                        |                        |                        |                        |                        |                        |                        |
| Jorge C. & Ana     | 12°                    | 10°                    | 9°                     |                        |                        |                        |                        |                        |                        |                        |                        |                        |
| Pablo & Daniela    | 1°                     | 11°                    |                        |                        | 9°                     |                        |                        |                        |                        |                        |                        |                        |
| Cristian & Adriana | 11°                    |                        |                        |                        | 10°                    |                        |                        |                        |                        |                        |                        |                        |

- El número en dorado significa que la pareja fue el primer lugar en el ciclo.
- El número en verde significa que la pareja fue el segundo lugar en el ciclo.
- El número en rojo significa que la pareja fue eliminada.
- El número en morado significa que la pareja fue expulsada.

#### Resultados Generales
| Pareja  | Pareja   | Ciclo 1      | Ciclo 2      | Ciclo 3      | Ciclo 4      | Ciclo 5    | Ciclo 6      | Ciclo 7      | Ciclo 8      | Ciclo 9        | Final      |
| ------- | -------- | ------------ | ------------ | ------------ | ------------ | ---------- | ------------ | ------------ | ------------ | -------------- | ---------- |
| Haydée  | Adolfo   | Continúan    | Continúan    | Continúan    | Ganan        | Continúan  | Continúan    | Continúan    | Líderes      | Finalistas (2) | Ganadores  |
| Pía     | Efraín   | Continúan    | Líderes      | Continúan    | Continúan    | Líderes    | Líderes      | Continúan    | Continúan    | Finalistas (3) | 2.º lugar  |
| Jessica | Adrián   | Continúan    | Continúan    | Continúan    | Continúan    | Continúan  | Continúan    | Continúan    | Sentenciados | Finalistas (1) | Eliminados |
| Perla   | Jesús    | Continúan    | Continúan    | Continúan    | Líderes      | Continúan  | Continúan    | Ganan        | Continúan    | Sentenciados   | Eliminados |
| Wendy   | Paco     | Continúan    | Continúan    | Continúan    | Continúan    | Continúan  | Continúan    | Líderes      | Ganan        | Eliminados     |            |
| Karime  | Travieso | Continúan    | Continúan    | Ganan        | Eliminados   | Regresan   | Sentenciados | Sentenciados | Eliminados   |                |            |
| Ingrid  | Mauricio | Ganan        | Continúan    | Continúan    | Sentenciados | Continúan  | Ganan        | Eliminados   |              |                |            |
| Blanca  | Eduardo  | Continúan    | Continúan    | Líderes      | Continúan    | Continúan  | Eliminados   |              |              |                |            |
| Lorena  | Roberto  | Continúan    | Ganan        | Sentenciados | Continúan    | Expulsados |              |              |              |                |            |
| Ana     | Jorge C. | Sentenciados | Sentenciados | Eliminados   |              |            |              |              |              |                |            |
| Daniela | Pablo    | Líderes      | Eliminados   |              |              |            |              |              |              |                |            |
| Adriana | Cristian | Eliminados   |              |              |              |            |              |              |              |                |            |

     La pareja ganó Inseparables.
     La pareja que recaudó la mayor cantidad de pesos al finalizar el ciclo.
     La pareja ganó el "Juego final".
     La pareja fue sentenciada a ser eliminada.
     La pareja fue eliminada de la competencia, al recibir el menor número de votos a favor.
     La pareja fue expulsada por decisión de la producción.
     La pareja fue eliminada, pero regresa al recibir el mayor número de votos a favor.

#### Juego Final
Al finalizar el ciclo, las tres parejas que hayan reunido la menor cantidad de dinero se enfrentarán en un juego final en donde la pareja ganadora se librará de la eliminación.
| Ciclo      | Últimos lugares     | Últimos lugares     | Últimos lugares     | Últimos lugares     | Últimos lugares     | Últimos lugares     | Últimos lugares     | Últimos lugares     | Últimos lugares     | Últimos lugares     | Últimos lugares     | Últimos lugares     | Últimos lugares     | Últimos lugares     |
| ---------- | ------------------- | ------------------- | ------------------- | ------------------- | ------------------- | ------------------- | ------------------- | ------------------- | ------------------- | ------------------- | ------------------- | ------------------- | ------------------- | ------------------- |
| Ciclo      | 1.° Pareja          | 1.° Pareja          | 1.° Pareja          | 1.° Pareja          | 2.° Pareja          | 2.° Pareja          | 2.° Pareja          | 2.° Pareja          | 3.° Pareja          | 3.° Pareja          | 3.° Pareja          | 3.° Pareja          |                     | Pareja ganadora     |
| 1er. Ciclo | Mauricio e Ingrid   | Mauricio e Ingrid   | Mauricio e Ingrid   | Mauricio e Ingrid   | Cristian & Adriana  | Cristian & Adriana  | Cristian & Adriana  | Cristian & Adriana  | Jorge C. & Ana      | Jorge C. & Ana      | Jorge C. & Ana      | Jorge C. & Ana      | Mauricio e Ingrid   |                     |
| 2.º Ciclo  | Roberto & Lorena    | Roberto & Lorena    | Roberto & Lorena    | Roberto & Lorena    | Jorge C. & Ana      | Jorge C. & Ana      | Jorge C. & Ana      | Jorge C. & Ana      | Pablo & Daniela     | Pablo & Daniela     | Pablo & Daniela     | Pablo & Daniela     | Roberto & Lorena    |                     |
| 3er. Ciclo | Jorge A. & Karime   | Jorge A. & Karime   | Jorge A. & Karime   | Jorge A. & Karime   | Jorge C. & Ana      | Jorge C. & Ana      | Jorge C. & Ana      | Jorge C. & Ana      | Roberto & Lorena    | Roberto & Lorena    | Roberto & Lorena    | Roberto & Lorena    | Jorge A. & Karime   |                     |
| 4.º Ciclo  | Adolfo & Haydée     | Adolfo & Haydée     | Adolfo & Haydée     | Adolfo & Haydée     | Jorge A. & Karime   | Jorge A. & Karime   | Jorge A. & Karime   | Jorge A. & Karime   | Mauricio e Ingrid   | Mauricio e Ingrid   | Mauricio e Ingrid   | Mauricio e Ingrid   | Adolfo & Haydée     |                     |
| 5.º Ciclo  | No hubo juego final | No hubo juego final | No hubo juego final | No hubo juego final | No hubo juego final | No hubo juego final | No hubo juego final | No hubo juego final | No hubo juego final | No hubo juego final | No hubo juego final | No hubo juego final | No hubo juego final | No hubo juego final |
| 6.º Ciclo  | Eduardo & Blanca    | Eduardo & Blanca    | Eduardo & Blanca    | Eduardo & Blanca    | Jorge A. & Karime   | Jorge A. & Karime   | Jorge A. & Karime   | Jorge A. & Karime   | Mauricio e Ingrid   | Mauricio e Ingrid   | Mauricio e Ingrid   | Mauricio e Ingrid   | Mauricio e Ingrid   |                     |
| 7.º Ciclo  | Mauricio e Ingrid   | Mauricio e Ingrid   | Mauricio e Ingrid   | Mauricio e Ingrid   | Jorge A. & Karime   | Jorge A. & Karime   | Jorge A. & Karime   | Jorge A. & Karime   | Jesús & Perla       | Jesús & Perla       | Jesús & Perla       | Jesús & Perla       | Jesús & Perla       |                     |
| 8.º Ciclo  | Paco & Wendy        | Paco & Wendy        | Paco & Wendy        | Paco & Wendy        | Adrian & Jessica    | Adrian & Jessica    | Adrian & Jessica    | Adrian & Jessica    | Jorge A. & Karime   | Jorge A. & Karime   | Jorge A. & Karime   | Jorge A. & Karime   | Paco & Wendy        |                     |
| 9.º Ciclo  | Jesús & Perla       | Jesús & Perla       | Jesús & Perla       | Jesús & Perla       | Paco & Wendy        | Paco & Wendy        | Paco & Wendy        | Paco & Wendy        | Efraín & Pía        | Efraín & Pía        | Efraín & Pía        | Efraín & Pía        | Efraín & Pía        |                     |

### Temporada 2 (2021)

#### Participantes
Estas son las trece parejas de Inseparables: amor al límite
| Lugar | Pareja                                    | Ocupación                                                    | Resultado                    |
| ----- | ----------------------------------------- | ------------------------------------------------------------ | ---------------------------- |
| 1°    | Mariazel Olle Casals 39, España           | Conductora y Actriz                                          | Ganadores                    |
| 1°    | Adrián Rubio 44, México                   | Actor y Productor                                            | Ganadores                    |
| 2°    | Jimena Longoria 34, México                | Publirrelacionista e influencer                              | Segundo Lugar                |
| 2°    | Gualy Cárdenas 34, México                 | Entrenador Personal y Empresario                             | Segundo Lugar                |
| 3°    | Yulianna Peniche 40, México               | Actriz y Conductora                                          | 11° Eliminados (Capítulo 43) |
| 3°    | José Luis “Parejita” López 42, México     | Exfutbolista                                                 | 11° Eliminados (Capítulo 43) |
| 4°    | “La Wanders Lover” 38, México             | Actriz, Conductora y Comediante                              | 10° Eliminados (Capítulo 42) |
| 4°    | Radamés de Jesús 49, México               | Actor y Comediante                                           | 10° Eliminados (Capítulo 42) |
| 5°    | Jhosenic “Jhoss” Albany 26, Venezuela     | Modelo                                                       | 9° Eliminados (Capítulo 36)  |
| 5°    | Yurem Rojas 30, México                    | Actor, Conductor, Cantante y Comediante                      | 9° Eliminados (Capítulo 36)  |
| 6°    | Estefanía Ahumada 30, España              | Actriz, Conductora y Chica Reality                           | 8° eliminados (Capítulo 32)  |
| 6°    | Luis “Potro” Caballero 28, México         | Cantante, Influencer y Chico Reality                         | 8° eliminados (Capítulo 32)  |
| 7°    | Romina Marcos 26, México                  | Actriz, Bailarina y Cantante                                 | 7° eliminados (Capítulo 28)  |
| 7°    | Hussam Núñez 24, México                   | Actor de Teatro                                              | 7° eliminados (Capítulo 28)  |
| 8°    | Helen Ochoa-Santos 36, EE. UU., México ,  | Cantante                                                     | 6° Eliminados (Capítulo 24)  |
| 8°    | Juan Pablo Santos 33, México              | Representante artístico de Música                            | 6° Eliminados (Capítulo 24)  |
| 9°    | Brenda Zambrano 28, México                | Modelo, Influencer y Chica reality                           | 5° Eliminados (Capítulo 20)  |
| 9°    | Guty Carrera 30, Perú                     | Modelo, atleta y Chico reality                               | 5° Eliminados (Capítulo 20)  |
| 10.°  | Evelyn Umpiérrez 48, Uruguay, Venezuela , | Trabajadora en una industria de mariscos                     | 4° Eliminados (Capítulo 16)  |
| 10.°  | Bobby Larios 51, México                   | Actor, Productor, Conductor de radio, Zen Coach y Empresario | 4° Eliminados (Capítulo 16)  |
| 11.°  | Nathalia Casco 34, Honduras               | Influencer y Modelo                                          | 3° Eliminados (Capítulo 12)  |
| 11.°  | Bryant "DJ" Licona 31, Honduras           | DJ                                                           | 3° Eliminados (Capítulo 12)  |
| 12.°  | Marisol “Mery” Rodríguez 47, México       | CazaFantasmas asociado                                       | 2° Eliminados (Capítulo 8)   |
| 12.°  | Carlos Trejo 58, México                   | Presidente CazaFantasmas y escritor paranormal               | 2° Eliminados (Capítulo 8)   |
| 13.°  | Samantha Vázquez 22, México               | Actriz e Influencer                                          | 1° Eliminados (Capítulo 4)   |
| 13.°  | Rafael Serdán 30, México                  | Actor, influencer y conductor                                | 1° Eliminados (Capítulo 4)   |

#### Posiciones
| Adrián & Mariazel   | 1°  | 7°  | 2°  | 9°  | 5° | 3° | 5° | 4° | 4° | 1° |
| Gualy & Jimena      | 3°  | 3°  | 6°  | 1°  | 4° | 1° | 1° | 3° | 1° | 2° |
| Parejita & Yulianna | 8°  | 8°  | 1°  | 7°  | 2° | 4° | 2° | 1° | 3° | 3° |
| Radamés & Wanders   | 9°  | 2°  | 7°  | 5°  | 8° | 5° | 3° | 5° | 2° | 4° |
| Yurem & Jhoss       | 4°  | 1°  | 3°  | 3°  | 1° | 6° | 6° | 2° | 5° |    |
| Potro & Estefanía   | 2°  | 4°  | 11° | 6°  | 6° | 2° | 4° | 6° |    |    |
| Hussam & Romina     | 10° | 10° | 5°  | 8°  | 7° | 8° | 7° |    |    |    |
| Juan Pablo & Helen  | 5°  | 6°  | 4°  | 2°  | 3° | 7° |    |    |    |    |
| Guty & Brenda       | 6°  | 5°  | 9°  | 4°  | 9° |    |    |    |    |    |
| Bobby & Evelyn      | 11° | 12° | 10° | 10° |    |    |    |    |    |    |
| Bryant & Nathalia   | 7°  | 9°  | 8°  |     |    |    |    |    |    |    |
| Carlos & Mery       | 13° | 11° |     |     |    |    |    |    |    |    |
| Rafael & Samantha   | 12° |     |     |     |    |    |    |    |    |    |

- El número en dorado significa que la pareja fue el primer lugar en el ciclo.
- El número en verde significa que la pareja fue el segundo lugar en el ciclo.
- El número en rojo significa que la pareja fue eliminada.

#### Resultados Generales
| Pareja    | Pareja     | Ciclo 1      | Ciclo 2      | Ciclo 3      | Ciclo 4      | Ciclo 5      | Ciclo 6      | Ciclo 7      | Ciclo 8      | Ciclo 9        | Final      |
| --------- | ---------- | ------------ | ------------ | ------------ | ------------ | ------------ | ------------ | ------------ | ------------ | -------------- | ---------- |
| Mariazel  | Adrián     | Líderes      | Continúan    | Continúan    | Sentenciados | Continúan    | Continúan    | Ganan        | Ganan        | Sentenciados   | Ganadores  |
| Jimena    | Gualy      | Continúan    | Continúan    | Continúan    | Líderes      | Continúan    | Líderes      | Líderes      | Continúan    | Finalistas (1) | 2.º lugar  |
| Yulianna  | Parejita   | Continúan    | Continúan    | Líderes      | Continúan    | Continúan    | Continúan    | Continúan    | Líderes      | Finalistas (3) | Eliminados |
| Wanders   | Radamés    | Continúan    | Continúan    | Continúan    | Continúan    | Sentenciados | Continúan    | Continúan    | Sentenciados | Finalistas (2) | Eliminados |
| Jhoss     | Yurem      | Continúan    | Líderes      | Continúan    | Continúan    | Líderes      | Ganan        | Sentenciados | Continúan    | Eliminados     |            |
| Estefanía | Potro      | Continúan    | Continúan    | Ganan        | Continúan    | Continúan    | Continúan    | Ganan        | Eliminados   |                |            |
| Romina    | Hussam     | Continúan    | Ganan        | Continúan    | Ganan        | Ganan        | Sentenciados | Eliminados   |              |                |            |
| Helen     | Juan Pablo | Continúan    | Continúan    | Continúan    | Continúan    | Continúan    | Eliminados   |              |              |                |            |
| Brenda    | Guty       | Continúan    | Continúan    | Ganan        | Continúan    | Eliminados   |              |              |              |                |            |
| Evelyn    | Bobby      | Sentenciados | Sentenciados | Sentenciados | Eliminados   |              |              |              |              |                |            |
| Nathalia  | Bryant     | Continúan    | Ganan        | Eliminados   |              |              |              |              |              |                |            |
| Mery      | Carlos     | Ganan        | Eliminados   |              |              |              |              |              |              |                |            |
| Samantha  | Rafael     | Eliminados   |              |              |              |              |              |              |              |                |            |

     La pareja ganó Inseparables.
     La pareja que recaudó la mayor cantidad de pesos al finalizar el ciclo.
     La pareja ganó el "Juego final".
     La pareja fue sentenciada a ser eliminada.
     La pareja fue eliminada de la competencia, al recibir el menor número de votos a favor.

#### Juego Final
Al finalizar el ciclo, las tres parejas que hayan reunido la menor cantidad de dinero se enfrentarán en un juego final en donde la pareja ganadora se librará de la eliminación.
| Ciclo      | Últimos lugares                     | Últimos lugares                     | Últimos lugares                     | Últimos lugares                     | Últimos lugares    | Últimos lugares    | Últimos lugares    | Últimos lugares    | Últimos lugares     | Últimos lugares     | Últimos lugares     | Últimos lugares     | Últimos lugares                     | Últimos lugares |
| ---------- | ----------------------------------- | ----------------------------------- | ----------------------------------- | ----------------------------------- | ------------------ | ------------------ | ------------------ | ------------------ | ------------------- | ------------------- | ------------------- | ------------------- | ----------------------------------- | --------------- |
| Ciclo      | 1.° Pareja                          | 1.° Pareja                          | 1.° Pareja                          | 1.° Pareja                          | 2.° Pareja         | 2.° Pareja         | 2.° Pareja         | 2.° Pareja         | 3.° Pareja          | 3.° Pareja          | 3.° Pareja          | 3.° Pareja          |                                     | Pareja ganadora |
| 1er. Ciclo | Bobby & Evelyn                      | Bobby & Evelyn                      | Bobby & Evelyn                      | Bobby & Evelyn                      | Rafael & Samantha  | Rafael & Samantha  | Rafael & Samantha  | Rafael & Samantha  | Carlos & Mery       | Carlos & Mery       | Carlos & Mery       | Carlos & Mery       | Carlos & Mery                       |                 |
| 2.º Ciclo  | Bryant & Nathalia Hussam & Romina   | Bryant & Nathalia Hussam & Romina   | Bryant & Nathalia Hussam & Romina   | Bryant & Nathalia Hussam & Romina   | Carlos & Mery      | Carlos & Mery      | Carlos & Mery      | Carlos & Mery      | Bobby & Evelyn      | Bobby & Evelyn      | Bobby & Evelyn      | Bobby & Evelyn      | Hussam & Romina Bryant & Nathalia   |                 |
| 3er. Ciclo | Bryant & Nathalia Guty & Brenda     | Bryant & Nathalia Guty & Brenda     | Bryant & Nathalia Guty & Brenda     | Bryant & Nathalia Guty & Brenda     | Bobby & Evelyn     | Bobby & Evelyn     | Bobby & Evelyn     | Bobby & Evelyn     | Potro & Estefanía   | Potro & Estefanía   | Potro & Estefanía   | Potro & Estefanía   | Potro & Estefanía Guty & Brenda     |                 |
| 4.º Ciclo  | Hussam & Romina                     | Hussam & Romina                     | Hussam & Romina                     | Hussam & Romina                     | Adrian & Mariazel  | Adrian & Mariazel  | Adrian & Mariazel  | Adrian & Mariazel  | Bobby & Evelyn      | Bobby & Evelyn      | Bobby & Evelyn      | Bobby & Evelyn      | Hussam & Romina                     |                 |
| 5.º Ciclo  | Hussam & Romina                     | Hussam & Romina                     | Hussam & Romina                     | Hussam & Romina                     | Radamés & Wanders  | Radamés & Wanders  | Radamés & Wanders  | Radamés & Wanders  | Guty & Brenda       | Guty & Brenda       | Guty & Brenda       | Guty & Brenda       | Hussam & Romina                     |                 |
| 6.º Ciclo  | Yurem & Jhoss                       | Yurem & Jhoss                       | Yurem & Jhoss                       | Yurem & Jhoss                       | Juan Pablo & Helen | Juan Pablo & Helen | Juan Pablo & Helen | Juan Pablo & Helen | Hussam & Romina     | Hussam & Romina     | Hussam & Romina     | Hussam & Romina     | Yurem & Jhoss                       |                 |
| 7.º Ciclo  | Potro & Estefanía Adrian & Mariazel | Potro & Estefanía Adrian & Mariazel | Potro & Estefanía Adrian & Mariazel | Potro & Estefanía Adrian & Mariazel | Yurem & Jhoss      | Yurem & Jhoss      | Yurem & Jhoss      | Yurem & Jhoss      | Hussam & Romina     | Hussam & Romina     | Hussam & Romina     | Hussam & Romina     | Adrian & Mariazel Potro & Estefanía |                 |
| 8.º Ciclo  | Adrian & Mariazel                   | Adrian & Mariazel                   | Adrian & Mariazel                   | Adrian & Mariazel                   | Radamés & Wanders  | Radamés & Wanders  | Radamés & Wanders  | Radamés & Wanders  | Potro & Estefanía   | Potro & Estefanía   | Potro & Estefanía   | Potro & Estefanía   | Adrian & Mariazel                   |                 |
| 9.º Ciclo  | Yurem & Jhoss                       | Yurem & Jhoss                       | Yurem & Jhoss                       | Yurem & Jhoss                       | Adrian & Mariazel  | Adrian & Mariazel  | Adrian & Mariazel  | Adrian & Mariazel  | Parejita & Yulianna | Parejita & Yulianna | Parejita & Yulianna | Parejita & Yulianna | Parejita & Yulianna                 |                 |

### Temporada 3 (2022)

#### Participantes
Estas son las doce parejas de Inseparables: amor al límite
| Lugar | Pareja                                   | Ocupación                                   | Resultado                                   |
| ----- | ---------------------------------------- | ------------------------------------------- | ------------------------------------------- |
| 1°    | María Fernanda “Ferka” Quiroz 35, México | Actriz y Exchica reality                    | Ganadores                                   |
| 1°    | Christian "Sina" Estrada 32, México      | Exfutbolista                                | Ganadores                                   |
| 2°    | Isabela Gutman 36, Brasil                | Bailarina y Coreógrafa                      | Segundo Lugar                               |
| 2°    | Julio Camejo 51, Cuba                    | Actor, Bailarín y Chico Reality             | Segundo Lugar                               |
| 3°    | Daphne Montesinos 30, México             | Actriz, Coach de Calistenia y Chica Reality | Tercer lugar                                |
| 3°    | Jesús Mezquita 40, México                | Entrenador de motociclismo                  | Tercer lugar                                |
| 4°    | Sandra Itzel 28, México                  | Cantante y actriz                           | 9° Eliminados (Capítulo 35)                 |
| 4°    | Adrián Di Monte 31, Cuba                 | Actor                                       | 9° Eliminados (Capítulo 35)                 |
| 5°    | Vanessa Arias 39, México                 | Actriz                                      | 8° Eliminados (Capítulo 32)                 |
| 5°    | Moisés Peñaloza 30, México               | Modelo y actor                              | 8° Eliminados (Capítulo 32)                 |
| 6°    | Isabel “Isa” Castro 26, México           | Influencer y Chica Reality                  | 7° Eliminados (Capítulo 28)                 |
| 6°    | “El Rey Grupero” 37, México              | Influencer y Youtuber                       | 7° Eliminados (Capítulo 28)                 |
| 7°    | Naydelin Navarrete 33, México            | Actriz y Cantante                           | 5° Eliminados / 6° eliminados (Capítulo 24) |
| 7°    | David Anguiano 33, México                | Actor y Conductor                           | 5° Eliminados / 6° eliminados (Capítulo 24) |
| 8°    | Alma Cero 46, México                     | Actriz, Cantante y Conductora               | Abandonaron (Capítulo 20)                   |
| 8°    | René de la Parra 40, México              | Empresario, Modelo y Actor                  | Abandonaron (Capítulo 20)                   |
| 9°    | Zoraida Gómez 36, México                 | Actriz                                      | 4° Eliminados (Capítulo 16)                 |
| 9°    | Jorge Torres 40, México                  | Empresario                                  | 4° Eliminados (Capítulo 16)                 |
| 10.°  | María José “Mache” Alvarado 34, Honduras | Coach Deportiva                             | 3° Eliminados (Capítulo 12)                 |
| 10.°  | Juan Manuel Díaz 34, Venezuela           | Coach Deportivo                             | 3° Eliminados (Capítulo 12)                 |
| 11.°  | Virna Flores 45, Perú                    | Actriz                                      | 2° Eliminados (Capítulo 8)                  |
| 11.°  | Ismael La Rosa 45, Perú                  | Actor y Conductor                           | 2° Eliminados (Capítulo 8)                  |
| 12.°  | Lilí Brillanti 49, México                | Actriz y Conductora                         | 1° Eliminados (Capítulo 4)                  |
| 12.°  | Jesús “Chuy” Zapico 60, España           | Empresario                                  | 1° Eliminados (Capítulo 4)                  |

Notas
1. ↑  Isabela y Julio ingresaron en el octavo programa como nueva pareja participante.
2. ↑  Vanessa y Moisés ingresaron en el cuarto programa como nueva pareja participante.

#### Posiciones
| Christian & Ferka   | 2°  | 2°  | 1°  | 4° | 3° | 1° | 1° | 4° | 1° |
| Julio e Isabela     |     |     | 3°  | 6° | 4° | 4° | 2° | 3° | 2° |
| Jesús & Daphne      | 9°  | 4°  | 7°  | 7° | 7° | 3° | 5° | 1° | 3° |
| Adrián & Sandra     | 1°  | 7°  | 2°  | 1° | 1° | 2° | 3° | 2° | 4° |
| Moisés & Vanessa    |     | 6°  | 4°  | 3° | 2° | 5° | 6° | 5° |    |
| Rey e Isa           | 7°  | 8°  | 5°  | 2° | 6° | 6° | 4° |    |    |
| David & Naydelin    | 3°  | 1°  | 6°  | 5° | 8° | 7° |    |    |    |
| René & Alma         | 4°  | 9°  | 9°  | —  | 5° |    |    |    |    |
| Jorge & Zori        | 10° | 5°  | 8°  | 8° |    |    |    |    |    |
| Juan Manuel & Maché | 5°  | 3°  | 10° |    |    |    |    |    |    |
| Ismael & Virna      | 6°  | 10° |     |    |    |    |    |    |    |
| Chuy & Lilí         | 8°  |     |     |    |    |    |    |    |    |

- El número en dorado significa que la pareja fue el primer lugar en el ciclo.
- El número en verde significa que la pareja fue el segundo lugar en el ciclo.
- El número en rojo significa que la pareja fue eliminada.
- El espacio en pastel significa que la pareja no participó en esta semana pero continúa en la competencia.
- El número en morado significa que la pareja fue retirada en la competencia.

#### Resultados Generales
| Pareja   | Pareja      | Ciclo 1           | Ciclo 2           | Ciclo 3      | Ciclo 4      | Ciclo 5      | Ciclo 6      | Ciclo 7      | Ciclo 8        | Final      |
| -------- | ----------- | ----------------- | ----------------- | ------------ | ------------ | ------------ | ------------ | ------------ | -------------- | ---------- |
| Ferka    | Christian   | Continúan         | Continúan         | Líderes      | Continúan    | Continúan    | Líderes      | Líderes      | Finalistas (3) | Ganadores  |
| Isabela  | Julio       | Sin Participación | Sin Participación | Continúan    | Sentenciados | Continúan    | Continúan    | Continúan    | Finalistas (2) | 2.º lugar  |
| Daphne   | Jesús       | Ganan             | Continúan         | Continúan    | Ganan        | Ganan        | Continúan    | Ganan        | Finalistas (1) | Eliminados |
| Sandra   | Adrián      | Líderes           | Continúan         | Continúan    | Líderes      | Líderes      | Continúan    | Continúan    | Sentenciados   | Eliminados |
| Vanessa  | Moisés      | Sin Part.         | Continúan         | Continúan    | Continúan    | Continúan    | Sentenciados | Sentenciados | Eliminados     |            |
| Isa      | Rey         | Continúan         | Sentenciados      | Continúan    | Continúan    | Sentenciados | Ganan        | Eliminados   |                |            |
| Naydelin | David       | Continúan         | Líderes           | Continúan    | Continúan    | Sentenciados | Eliminados   |              |                |            |
| Alma     | René        | Continúan         | Ganan             | Ganan        | Continúan    | Abandonan    |              |              |                |            |
| Zori     | Jorge       | Sentenciados      | Continúan         | Sentenciados | Eliminados   |              |              |              |                |            |
| Maché    | Juan Manuel | Continúan         | Continúan         | Eliminados   |              |              |              |              |                |            |
| Virna    | Ismael      | Continúan         | Eliminados        |              |              |              |              |              |                |            |
| Lilí     | Chuy        | Eliminados        |                   |              |              |              |              |              |                |            |

     La pareja ganó Inseparables.
     La pareja que recaudó la mayor cantidad de pesos al finalizar el ciclo.
     La pareja ganó el "Juego final".
     La pareja fue sentenciada a ser eliminada.
     La pareja fue eliminada de la competencia, al recibir el menor número de votos a favor.
     La pareja en Cursiva no participó en esta semana pero continúa en la competencia.
     La pareja fue retirada por debido a una lesión de un miembro de la misma pareja.

#### Juego Final
Al finalizar el ciclo, las tres parejas que hayan reunido la menor cantidad de dinero se enfrentarán en un juego final en donde la pareja ganadora se librará de la eliminación.
| Ciclo      | Últimos lugares  | Últimos lugares  | Últimos lugares  | Últimos lugares  | Últimos lugares   | Últimos lugares   | Últimos lugares   | Últimos lugares   | Últimos lugares     | Últimos lugares     | Últimos lugares     | Últimos lugares     | Últimos lugares   | Últimos lugares |
| ---------- | ---------------- | ---------------- | ---------------- | ---------------- | ----------------- | ----------------- | ----------------- | ----------------- | ------------------- | ------------------- | ------------------- | ------------------- | ----------------- | --------------- |
| Ciclo      | 1.° Pareja       | 1.° Pareja       | 1.° Pareja       | 1.° Pareja       | 2.° Pareja        | 2.° Pareja        | 2.° Pareja        | 2.° Pareja        | 3.° Pareja          | 3.° Pareja          | 3.° Pareja          | 3.° Pareja          |                   | Pareja ganadora |
| 1er. Ciclo | Chuy & Lilí      | Chuy & Lilí      | Chuy & Lilí      | Chuy & Lilí      | Jesús & Daphne    | Jesús & Daphne    | Jesús & Daphne    | Jesús & Daphne    | Jorge & Zori        | Jorge & Zori        | Jorge & Zori        | Jorge & Zori        | Jesús & Daphne    |                 |
| 2.º Ciclo  | Rey e Isa        | Rey e Isa        | Rey e Isa        | Rey e Isa        | René & Alma       | René & Alma       | René & Alma       | René & Alma       | Ismael & Virna      | Ismael & Virna      | Ismael & Virna      | Ismael & Virna      | René & Alma       |                 |
| 3er. Ciclo | Jorge & Zori     | Jorge & Zori     | Jorge & Zori     | Jorge & Zori     | René & Alma       | René & Alma       | René & Alma       | René & Alma       | Juan Manuel & Maché | Juan Manuel & Maché | Juan Manuel & Maché | Juan Manuel & Maché | René & Alma       |                 |
| 4.º Ciclo  | Julio e Isabela  | Julio e Isabela  | Julio e Isabela  | Julio e Isabela  | Jesús & Daphne    | Jesús & Daphne    | Jesús & Daphne    | Jesús & Daphne    | Jorge & Zori        | Jorge & Zori        | Jorge & Zori        | Jorge & Zori        | Jesús & Daphne    |                 |
| 5.º Ciclo  | Rey e Isa        | Rey e Isa        | Rey e Isa        | Rey e Isa        | Jesús & Daphne    | Jesús & Daphne    | Jesús & Daphne    | Jesús & Daphne    | David & Naydelin    | David & Naydelin    | David & Naydelin    | David & Naydelin    | Jesús & Daphne    |                 |
| 6.º Ciclo  | Moisés & Vanessa | Moisés & Vanessa | Moisés & Vanessa | Moisés & Vanessa | Rey e Isa         | Rey e Isa         | Rey e Isa         | Rey e Isa         | David & Naydelin    | David & Naydelin    | David & Naydelin    | David & Naydelin    | Rey e Isa         |                 |
| 7.º Ciclo  | Rey e Isa        | Rey e Isa        | Rey e Isa        | Rey e Isa        | Jesús & Daphne    | Jesús & Daphne    | Jesús & Daphne    | Jesús & Daphne    | Moisés & Vanessa    | Moisés & Vanessa    | Moisés & Vanessa    | Moisés & Vanessa    | Jesús & Daphne    |                 |
| 8.º Ciclo  | Adrian & Sandra  | Adrian & Sandra  | Adrian & Sandra  | Adrian & Sandra  | Christian & Ferka | Christian & Ferka | Christian & Ferka | Christian & Ferka | Moisés & Vanessa    | Moisés & Vanessa    | Moisés & Vanessa    | Moisés & Vanessa    | Christian & Ferka |                 |